# Monarca de Guam
El monarca de Guam (Myiagra freycineti) és un ocell de la família dels monàrquids (Monarchidae).

## Hàbitat i distribució
Viu entre la malesa del bosc i matolls de l'illa de Guam, al sud de les Marianes.